# Orthotrichum
Genre
Orthotrichum est un genre de mousses de la famille des Orthotrichaceae.

## Liste des espèces et variétés
Selon Catalogue of Life (19 septembre 2020) :
- Orthotrichum acuminatum Philibert, 1881
- Orthotrichum aequatoreum Mitten, 1869
- Orthotrichum affine Schrader ex Bridel, 1801
- Orthotrichum afrofastigiatum C. Müller, 1899
- Orthotrichum alpestre Hornschuch ex B.S.G., 1849
- Orthotrichum anaglyptodon Cardot & Brotherus, 1923
- Orthotrichum anomalum Hedwig, 1801
- Orthotrichum araucarieti C. Müller in Brotherus, 1924
- Orthotrichum arborescens Thériot & Naveau, 1927
- Orthotrichum armatum Lewinsky & Rooy, 1990
- Orthotrichum assimile C. Müller, 1849
- Orthotrichum bartramii R. S. Williams, 1925
- Orthotrichum bicolor Thériot, 1921
- Orthotrichum bolanderi Sullivant, 1874
- Orthotrichum brassii E. B. Bartram, 1942
- Orthotrichum brotheri Dusén ex Lewinsky, 1987
- Orthotrichum callistomum Fischer-Ooster ex Bruch & W. P. Schimper in B.S.G., 1850
- Orthotrichum calvum J. D. Hooker & Wilson, 1854
- Orthotrichum casasianum F. Lara, Garilleti & Mazimpaka in Mazimpaka & al., 1999
- Orthotrichum compactum Dusén, 1903
- Orthotrichum consimile Mitten, 1864
- Orthotrichum consobrinum Cardot, 1908
- Orthotrichum crenatoerosum C. Müller, 1885
- Orthotrichum crenulatum Mitten, 1859
- Orthotrichum crispifolium Brotherus, 1929
- Orthotrichum cupulatum G. F. Hoffmann ex Bridel, 1801
- Orthotrichum cyathiforme R. Brown ter, 1895
- Orthotrichum dasymitrium Lewinsky in T. Koponen & Luo Jian-xin, 1992
- Orthotrichum delavayi Cao Tong in Cao Tong, Gao Chien & Wu Yu-huan, 1998
- Orthotrichum densum Lewinsky, 1987
- Orthotrichum denticulatum Lewinsky, 1978
- Orthotrichum diaphanum Schrader ex Bridel, 1801
- Orthotrichum elegans Schwaegrichen in Richardson, 1823
- Orthotrichum elegantulum W. P. Schimper ex Mitten, 1869
- Orthotrichum elongatum Taylor, 1846
- Orthotrichum erosum Lewinsky, 1992
- Orthotrichum erpodiaceum C. Müller, 1879
- Orthotrichum erubescens C. Müller, 1897
- Orthotrichum euryphyllum Venturi in Röll, 1890
- Orthotrichum exiguum Sullivant in A. Gray, 1856
- Orthotrichum fenestratum Cardot & Thériot, 1902
- Orthotrichum firmum Venturi, 1872
- Orthotrichum flowersii Vitt, 1971
- Orthotrichum furcatum Otnyukova, 2001
- Orthotrichum gigantosporum Lewinsky, 1988 (1989)
- Orthotrichum graphiomitrium C. Müller ex Beckett, 1893
- Orthotrichum griffithii Mitten ex Dixon, 1911
- Orthotrichum gymnostomum Bruch ex Bridel, 1827
- Orthotrichum hallii Sullivant & Lesquereux in Sullivant, 1874
- Orthotrichum handiense F. Lara, Garilleti & Mazimpaka in F. Lara & al., 1999 (2000)
- Orthotrichum hawaiicum C. Müller, 1896
- Orthotrichum heteromallum Schwaegrichen in Bridel, 1826
- Orthotrichum hispanicum F. Lara, Garilleti & Mazimpaka, 2000
- Orthotrichum holmenii Lewinsky-Haapasaari, 1996
- Orthotrichum holzingeri Renauld & Cardot in Holzinger, 1895
- Orthotrichum hooglandii E. B. Bartram, 1962
- Orthotrichum hookeri Wilson ex Mitten, 1859
- Orthotrichum hortense Boswell, 1892
- Orthotrichum hortoniae Vitt, 1979
- Orthotrichum ibericum F. Lara & Mazimpaka, 1993
- Orthotrichum ibukiense Toyama, 1938
- Orthotrichum incrassatum Lewinsky, 1993
- Orthotrichum incurvomarginatum Lewinsky & Rooy, 1990
- Orthotrichum iwatsukii Ignatov in Ignatov & al., 2001
- Orthotrichum johnstonii E. B. Bartram, 1942
- Orthotrichum kaurinii Grönvall, 1887
- Orthotrichum keeverae H. Crum & L. E. Anderson, 1956
- Orthotrichum laevigatum J. E. Zetterstedt, 1862
- Orthotrichum latimarginatum Lewinsky, 1987
- Orthotrichum laxifolium Wilson in Mitten, 1851
- Orthotrichum laxum Lewinsky-Haapasaari, 1999
- Orthotrichum leikipiae C. Müller, 1890
- Orthotrichum leiolecythis C. Müller, 1896
- Orthotrichum leiothecium C. Müller, 1862
- Orthotrichum letourneuxii Bescherelle, 1882
- Orthotrichum lewinskyae F. Lara, Garilleti & Mazimpaka in Garilleti, F. Lara & Mazimpaka, 1997
- Orthotrichum liliputanum Brotherus in Herzog, 1916
- Orthotrichum ludificans Lewinsky, 1987
- Orthotrichum lyellii W. J. Hooker & Taylor, 1818
- Orthotrichum macrocephalum F. Lara, Garilleti & Mazimpaka, 1994
- Orthotrichum malacothecium C. Müller, 1882
- Orthotrichum mandonii W. P. Schimper ex Hampe, 1865
- Orthotrichum meyenianum Hampe in C. Müller, 1851
- Orthotrichum microcarpum De Notaris, 1869
- Orthotrichum mollissimum C. Müller, 1875
- Orthotrichum notabile Lewinsky-Haapasaari, 1995--1996 (1996)
- Orthotrichum obtusatum R. Brown ter, 1895
- Orthotrichum obtusifolium Bridel, 1801
- Orthotrichum ohioense Sullivant & Lesquereux in Austin, 1870
- Orthotrichum oreophilum Lewinsky & Rooy, 1990
- Orthotrichum pallens (Lindberg & H. Arnell) Amann, 1918
- Orthotrichum pariatum Mitten, 1869
- Orthotrichum patens Bruch & Bridel, 1827
- Orthotrichum pellucidum Lindberg, 1867
- Orthotrichum penicillatum Mitten, 1869
- Orthotrichum perexiguum Dusén ex Lewinsky, 1984 (1985)
- Orthotrichum philibertii Venturi, 1878
- Orthotrichum praemorsum Venturi, 1890
- Orthotrichum pseudostramineum Dismier, 1927
- Orthotrichum psychrophilum Montagne, 1838
- Orthotrichum pulchellum Brunton in Smith, 1807
- Orthotrichum pulchrum Lewinsky, 1992
- Orthotrichum pumilum Swartz, 1801
- Orthotrichum pungens Mitten, 1869
- Orthotrichum pusillum Mitten, 1864
- Orthotrichum pycnophyllum W. P. Schimper in C. Müller, 1849
- Orthotrichum pylaisii Bridel, 1826
- Orthotrichum revolutum C. Müller, 1897
- Orthotrichum rhytiore B. H. Allen, 2002
- Orthotrichum rivulare Turner, 1804
- Orthotrichum robustum R. Brown ter, 1895
- Orthotrichum rogeri Bridel, 1812
- Orthotrichum rupestre Schleicher ex Schwaegrichen, 1816
- Orthotrichum sainsburyi Allison, 1947
- Orthotrichum scanicum Grönvall, 1885
- Orthotrichum schoddei Lewinsky, 1992
- Orthotrichum sharpii H. Robinson, 1964
- Orthotrichum shawii Wilson in W. P. Schimper, 1864
- Orthotrichum shevockii Lewinsky-Haapasaari & Norris, 1998
- Orthotrichum sinuosum Lewinsky, 1992
- Orthotrichum sordidum Sullivant & Lesquereux in Austin, 1870
- Orthotrichum spanotrichum Lewinsky, 1993 (1994)
- Orthotrichum speciosum Nees in Sturm, 1819
- Orthotrichum spjutii Norris & Vitt, 1993
- Orthotrichum sprucei Montagne in Spruce, 1845
- Orthotrichum steerei Lewinsky, 1987
- Orthotrichum stellatum Bridel, 1826
- Orthotrichum stramineum Hornschuch in Bridel, 1827
- Orthotrichum strangulatum Palisot de Beauvois, 1805
- Orthotrichum striatum Hedwig, 1801
- Orthotrichum subexsertum W. P. Schimper ex C. Müller, 1858
- Orthotrichum subpumilum E. B. Bartram ex Lewinsky, 1992
- Orthotrichum subulatum Mitten, 1869
- Orthotrichum taiwanense Lewinsky, 1992
- Orthotrichum tasmanicum J. D. Hooker & Wilson, 1848
- Orthotrichum tenellum Bruch ex Bridel, 1827
- Orthotrichum tenuicaule Lewinsky, 1994
- Orthotrichum tortidontium F. Lara, Garilleti & Mazimpaka, 1996
- Orthotrichum tortifolium Lewinsky, 1992
- Orthotrichum trachymitrium Mitten, 1869
- Orthotrichum transvaaliense Rehman ex Sim, 1926
- Orthotrichum tristriatum Lewinsky, 1989 (1990)
- Orthotrichum truncatodentatum C. Müller, 1882
- Orthotrichum truncatum Lewinsky & Deguchi, 1986 (1987)
- Orthotrichum underwoodii F. Lara, Garilleti & Mazimpaka in Garilleti, F. Lara & Mazimpaka, 2001
- Orthotrichum undulatifolium C. Müller, 1888
- Orthotrichum urnaceum C. Müller, 1887
- Orthotrichum urnigerum Myrin, 1833
- Orthotrichum vermiferum Lewinsky-Haapasaari, 1999
- Orthotrichum vicarium Lazarenko, 1938
- Orthotrichum vittii F. Lara, Garilleti & Mazimpaka in F. Lara & al., 1999
- Orthotrichum vladikavkanum Venturi in Husnot, 1887

Selon ITIS (19 septembre 2020) :
- variété Orthotrichum pallens var. crenulatum Vitt
- variété Orthotrichum pallens var. johnsenae Vitt
- variété Orthotrichum pallens var. pallens Bruch ex Brid.
- variété Orthotrichum speciosum var. elegans (Schwaegr. ex Hook. & Grev.) Warnst.
- variété Orthotrichum speciosum var. speciosum Nees in Sturm
- Orthotrichum affine Brid.
- Orthotrichum alpestre Hornsch. in B.S.G.
- Orthotrichum anomalum Hedw.
- Orthotrichum bartramii Williams
- Orthotrichum bolanderi Sull.
- Orthotrichum consimile Mitt.
- Orthotrichum cupulatum Brid.
- Orthotrichum diaphanum Brid.
- Orthotrichum epapillosum Lawt. & Herm.
- Orthotrichum exiguum Sull.
- Orthotrichum fenestratum Card. & Thér.
- Orthotrichum flowersii Vitt
- Orthotrichum gymnostomum Bruch ex Brid.
- Orthotrichum hallii Sull. & Lesq. in Sull.
- Orthotrichum holzingeri Ren. & Card. in Holz.
- Orthotrichum keeverae Crum & Anderson
- Orthotrichum laevigatum Zett.
- Orthotrichum lyellii Hook. & Tayl.
- Orthotrichum obtusifolium Brid.
- Orthotrichum ohioense Sull. & Lesq. in Aust.
- Orthotrichum pallens Bruch ex Brid.
- Orthotrichum pellucidum Lindb.
- Orthotrichum praemorsum Vent. in Röll
- Orthotrichum pulchellum Brunt. in Winch. & Gateh.
- Orthotrichum pumilum Sw.
- Orthotrichum pusillum Mitt.
- Orthotrichum pycnophyllum Schimp. in C. Müll.
- Orthotrichum pylaisii Brid.
- Orthotrichum rivulare Turn.
- Orthotrichum rupestre Schleich. ex Schwaegr.
- Orthotrichum sordidum Sull. & Lesq. in Aust.
- Orthotrichum speciosum Nees in Sturm
- Orthotrichum stellatum Brid.
- Orthotrichum stramineum Hornsch. in Brid.
- Orthotrichum strangulatum P. Beauv.
- Orthotrichum striatum Hedw.
- Orthotrichum tenellum Bruch ex Brid.

Selon The Plant List (19 septembre 2020) :
- Orthotrichum abbreviatum Gronvall
- Orthotrichum acuminatum H. Philib.
- Orthotrichum aequatoreum Mitt.
- Orthotrichum aetnense De Not.
- Orthotrichum affine Schrad. ex Brid.
- Orthotrichum afrofastigiatum Müll. Hal.
- Orthotrichum alpestre Hornsch. ex B.S.G.
- Orthotrichum anaglyptodon Cardot & Broth.
- Orthotrichum anodon F. Lara, Garilleti & Mazimpaka
- Orthotrichum anomalum Hedw.
- Orthotrichum apiculatum Hook.
- Orthotrichum appendiculatum Schimp.
- Orthotrichum araucarieti Müll. Hal.
- Orthotrichum arborescens Thér. & Naveau
- Orthotrichum armatum Lewinsky & van Rooy
- Orthotrichum arnellii Gronvall
- Orthotrichum assimile Müll. Hal.
- Orthotrichum atratum Mitt.
- Orthotrichum aucklandicum (Vitt) Goffinet
- Orthotrichum barclayi (Mitt.) Kindb.
- Orthotrichum bartramii R.S. Williams
- Orthotrichum bicolor Thér.
- Orthotrichum bistratosum (Schiffner) J. Guerra
- Orthotrichum bolanderi Sull.
- Orthotrichum brassii E.B. Bartram
- Orthotrichum brotheri Dusén ex Lewinsky
- Orthotrichum brownianum (Dicks.) Sw.
- Orthotrichum bryoides Griff.
- Orthotrichum callistomum Fisch.-Oost. ex Bruch & Schimp.
- Orthotrichum calvum Hook. f. & Wilson
- Orthotrichum canum Mitt.
- Orthotrichum capense O'Shea
- Orthotrichum carinatum (Mitt.) Mitt.
- Orthotrichum casasianum F. Lara, Garilleti & Mazimpaka
- Orthotrichum cirrosum (Hedw.) Hook. & Grev.
- Orthotrichum citrinum Austin
- Orthotrichum clavatum Bernh.
- Orthotrichum columbicum Mitt.
- Orthotrichum commutatum Bruch
- Orthotrichum compactum Dusén
- Orthotrichum concavifolium Griff.
- Orthotrichum confertum Bruch
- Orthotrichum consimile Mitt.
- Orthotrichum consobrinum Cardot
- Orthotrichum coulteri Mitt.
- Orthotrichum crassifolium Hook. f. & Wilson
- Orthotrichum crenatoerosum Müll. Hal.
- Orthotrichum crenulatum Mitt.
- Orthotrichum crispatum (Hedw.) Hook. & Grev.
- Orthotrichum crispifolium Broth.
- Orthotrichum crispulum (Bruch) Hornsch. ex B.S.G.
- Orthotrichum cupulatum Hoffm. ex Brid.
- Orthotrichum curvatum Brid.
- Orthotrichum curvifolium Wahlenb.
- Orthotrichum cyathiforme R. Br. bis
- Orthotrichum dagestanicum Fedosov & Ignatova
- Orthotrichum darwinii (Mitt.) Mitt.
- Orthotrichum dasymitrium Lewinsky
- Orthotrichum delavayi (Broth. & Paris) T. Cao
- Orthotrichum densum Lewinsky
- Orthotrichum denticulatum Lewinsky
- Orthotrichum diaphanum Schrad. ex Brid.
- Orthotrichum elegans Schwägr. ex Hook. & Grev.
- Orthotrichum elegantulum Schimp. ex Mitt.
- Orthotrichum elongatum Taylor
- Orthotrichum eremitense (Mitt.) Mitt.
- Orthotrichum erosum Lewinsky
- Orthotrichum erpodiaceum Müll. Hal.
- Orthotrichum erubescens Müll. Hal.
- Orthotrichum euryphyllum Venturi
- Orthotrichum exiguum Sull.
- Orthotrichum fasciculatum (Brid.) Brid.
- Orthotrichum fenestratum Cardot & Thér.
- Orthotrichum ferrugineum Bruch ex Hook. & Grev.
- Orthotrichum firmum Venturi
- Orthotrichum flaccum De Not.
- Orthotrichum flowersii Vitt
- Orthotrichum freyanum Goffinet, W.R. Buck & M. A. Wall
- Orthotrichum fuegianum (Mitt.) Mitt.
- Orthotrichum furcatum Otnyukova
- Orthotrichum fuscum (Venturi) Venturi
- Orthotrichum galiciae F. Lara, Garilleti & Mazimpaka
- Orthotrichum germanum Mont.
- Orthotrichum gigantosporum Lewinsky
- Orthotrichum glabellum (Mitt.) Mitt.
- Orthotrichum gracile Hook.
- Orthotrichum graphiomitrium Müll. Hal. ex Beckett
- Orthotrichum griffithii Mitt. ex Dixon
- Orthotrichum groenlandicum Berggr.
- Orthotrichum gymnomitrium (Müll. Hal.) Broth.
- Orthotrichum gymnostomum Bruch ex Brid.
- Orthotrichum hallii Sull. & Lesq.
- Orthotrichum handiense F. Lara, Garilleti & Mazimpaka
- Orthotrichum hawaiicum Müll. Hal.
- Orthotrichum hercynicum (Hedw.) P. Beauv.
- Orthotrichum heteromallum Schwägr.
- Orthotrichum hispanicum F. Lara, Garilleti & Mazimpaka
- Orthotrichum holmenii Lewinsky-Haapasaari
- Orthotrichum holzingeri Renauld & Cardot
- Orthotrichum hooglandii E.B. Bartram
- Orthotrichum hookeri Wilson ex Mitt.
- Orthotrichum hortense Bosw.
- Orthotrichum hutchinsiae Sm.
- Orthotrichum hybridum H. Philib. ex Podp.
- Orthotrichum ibericum F. Lara & Mazimpaka
- Orthotrichum ibukiense Toyama
- Orthotrichum immersum Brid.
- Orthotrichum incrassatum Lewinsky
- Orthotrichum incurvomarginatum Lewinsky & van Rooy
- Orthotrichum involutifolium Hook. & Grev.
- Orthotrichum iwatsukii Ignatov
- Orthotrichum jamesianum Sull.
- Orthotrichum japonicum Sull. & Lesq.
- Orthotrichum jetteae B.H. Allen
- Orthotrichum johnstonii E.B. Bartram
- Orthotrichum karoo F. Lara, Garilleti & Mazimpaka
- Orthotrichum kaurinii Gronvall
- Orthotrichum keeverae H.A. Crum & L.E. Anderson
- Orthotrichum kellmanii D.H. Norris, Shevock & Goffinet
- Orthotrichum laevigatum J.E. Zetterst.
- Orthotrichum latifolium Gronvall
- Orthotrichum latimarginatum Lewinsky
- Orthotrichum laxifolium Wilson
- Orthotrichum laxum Lewinsky-Haapasaari
- Orthotrichum leblebicii Erdağ, Kürschner & Parolly
- Orthotrichum leikipiae Müll. Hal.
- Orthotrichum leiolecythis Müll. Hal.
- Orthotrichum leiothecium Müll. Hal.
- Orthotrichum lescurii Austin
- Orthotrichum letourneuxii Besch.
- Orthotrichum lewinskyae F. Lara, Garilleti & Mazimpaka
- Orthotrichum liliputanum Broth.
- Orthotrichum limprichtii I. Hagen
- Orthotrichum lobbianum (Mitt.) Mitt.
- Orthotrichum longifolium Hook.
- Orthotrichum longipes Hook.
- Orthotrichum longirostre Hook.
- Orthotrichum longitheca R. Br. bis
- Orthotrichum ludificans Lewinsky
- Orthotrichum lyellii Hook. & Taylor
- Orthotrichum macounii Austin
- Orthotrichum macrocalycinum (Mitt.) Mitt.
- Orthotrichum macrocephalum F. Lara, Garilleti & Mazimpaka
- Orthotrichum malacothecium Müll. Hal.
- Orthotrichum mandonii Schimp. ex Hampe
- Orthotrichum maritimum (Müll. Hal. & Kindb.) Kindb.
- Orthotrichum mazimpakanum Garilleti & F. Lara
- Orthotrichum megalosporum (Venturi) Kindb.
- Orthotrichum meyenianum Hampe
- Orthotrichum microcarpum De Not.
- Orthotrichum microstomum Hook. & Grev.
- Orthotrichum mirum Lewinsky
- Orthotrichum mitigatum I. Hagen
- Orthotrichum mollissimum Müll. Hal.
- Orthotrichum moorcroftii Hook. & Grev.
- Orthotrichum moravicum Pláaek & Sawicki
- Orthotrichum nepalense Hook. & Grev.
- Orthotrichum nicholsonii (Culm.) Culm.
- Orthotrichum nigritum Bruch & Schimp.
- Orthotrichum nipponense Nog.
- Orthotrichum norrisii F. Lara, R. Medina & Garilleti
- Orthotrichum notabile Lewinsky-Haapasaari
- Orthotrichum nudum Dicks.
- Orthotrichum obscurum Gronvall
- Orthotrichum obtusatum R. Br. bis
- Orthotrichum obtusifolium Brid.
- Orthotrichum obtusiusculum (Müll. Hal. & Kindb.) Kindb.
- Orthotrichum ohioense Sull. & Lesq.
- Orthotrichum oreophilum Lewinsky & van Rooy
- Orthotrichum pallens Bruch ex Brid.
- Orthotrichum paradoxum Gronvall
- Orthotrichum paraguense Besch.
- Orthotrichum pariatum Mitt.
- Orthotrichum parvulum Mitt.
- Orthotrichum patens Bruch & Brid.
- Orthotrichum peckei Sull. & Lesq.
- Orthotrichum pellucidum Lindb.
- Orthotrichum penicillatum Mitt.
- Orthotrichum perexiguum Dusén ex Lewinsky
- Orthotrichum perichaetiale Hook. & Grev.
- Orthotrichum philibertii Venturi
- Orthotrichum phyllanthoides Müll. Hal.
- Orthotrichum phyllanthum (Brid.) Steud.
- Orthotrichum piliferum (Schwägr.) Arn.
- Orthotrichum pilosissimum R. Medina, F. Lara & Garilleti
- Orthotrichum podocarpi Müll. Hal.
- Orthotrichum polytrichoides (Hedw.) Brid.
- Orthotrichum porteri Sull. & Lesq.
- Orthotrichum praemorsum Venturi
- Orthotrichum prorepens Hook.
- Orthotrichum pseudostramineum Dism.
- Orthotrichum psychrophilum Mont.
- Orthotrichum puiggarii Duby
- Orthotrichum pulchellum Brunt.
- Orthotrichum pulchrum Lewinsky
- Orthotrichum pumilum Sw.
- Orthotrichum punctatum Hook. & Grev.
- Orthotrichum pungens Mitt.
- Orthotrichum pusillum Mitt.
- Orthotrichum pycnophyllum Schimp.
- Orthotrichum pygmaeothecium Müll. Hal.
- Orthotrichum pylaisii Brid.
- Orthotrichum recurvifolium Hook. & Grev.
- Orthotrichum rehmannii (Jur.) Kindb.
- Orthotrichum revolutum Müll. Hal.
- Orthotrichum rhytiore B.H. Allen
- Orthotrichum rivulare Turner
- Orthotrichum robustum R. Br. bis
- Orthotrichum rogeri Brid.
- Orthotrichum rubescens Mitt.
- Orthotrichum rufescens Hampe
- Orthotrichum rufulum Mitt.
- Orthotrichum rugifolium Hook.
- Orthotrichum rupestre Schleich. ex Schwägr.
- Orthotrichum rupincola Funck
- Orthotrichum sainsburyi Allison
- Orthotrichum scaberrimum Broth.
- Orthotrichum scabridum (Kindb.) Kindb.
- Orthotrichum scanicum Gronvall
- Orthotrichum schoddei Lewinsky
- Orthotrichum schofieldii (B.C. Tan & Y. Jia) B.H. Allen
- Orthotrichum sehlmeyeri Bruch ex Brid.
- Orthotrichum serpens Bruch ex Hook. & Grev.
- Orthotrichum sharpii H. Rob.
- Orthotrichum shawii Wilson
- Orthotrichum shevockii Lewinsky-Haapasaari & D.H. Norris
- Orthotrichum sinuosum Lewinsky
- Orthotrichum smithii (Hedw.) Brid.
- Orthotrichum sordidum Sull. & Lesq.
- Orthotrichum spanotrichum Lewinsky
- Orthotrichum speciosum Nees
- Orthotrichum spiculatum F. Lara, Garilleti & Mazimpaka
- Orthotrichum spjutii D.H. Norris & Vitt
- Orthotrichum splachnoides Froel. ex Brid.
- Orthotrichum sprucei Mont.
- Orthotrichum squarrosum (Brid.) Hook. & Grev.
- Orthotrichum steerei Lewinsky
- Orthotrichum stellatum Brid.
- Orthotrichum stellulatum (Hornsch.) Hook. & Grev.
- Orthotrichum stramineum Hornsch.
- Orthotrichum strangulatum P. Beauv.
- Orthotrichum striatum Hedw.
- Orthotrichum subexsertum Schimp. ex Müll. Hal.
- Orthotrichum subpumilum E.B. Bartram ex Lewinsky
- Orthotrichum subtortum Hook. & Grev.
- Orthotrichum subulatum Mitt.
- Orthotrichum sulcatum (Hook.) Hook. & Grev.
- Orthotrichum swainsonii Hook.
- Orthotrichum taiwanense Lewinsky
- Orthotrichum tasmanicum Hook. f. & Wilson
- Orthotrichum tenellum Bruch ex Brid.
- Orthotrichum tenue Hook. & Grev.
- Orthotrichum tenuicaule Lewinsky
- Orthotrichum torquatum (Sw. ex Hedw.) Arn.
- Orthotrichum tortidontium F. Lara, Garilleti & Mazimpaka
- Orthotrichum tortifolium Lewinsky
- Orthotrichum tortile Bruch
- Orthotrichum trachymitrium Mitt.
- Orthotrichum transvaaliense Rehmann ex Sim
- Orthotrichum tristriatum Lewinsky
- Orthotrichum truncatodentatum Müll. Hal.
- Orthotrichum truncatum Lewinsky & Deguchi
- Orthotrichum ulmicola Lag., D. García & Clemente
- Orthotrichum uncinatum (Brid.) Arn.
- Orthotrichum underwoodii F. Lara, Garilleti & Mazimpaka
- Orthotrichum undulatifolium Müll. Hal.
- Orthotrichum urceolatum Hook.
- Orthotrichum urnaceum Müll. Hal.
- Orthotrichum urnigerum Myrin
- Orthotrichum vermiferum Lewinsky-Haapasaari
- Orthotrichum verrucosum Müll. Hal.
- Orthotrichum vexabile (Limpr.) K. Krieg.
- Orthotrichum vicarium Lazarenko
- Orthotrichum vittatum (Mitt.) Mitt.
- Orthotrichum vittii F. Lara, Garilleti & Mazimpaka
- Orthotrichum vladikavkanum Venturi
- Orthotrichum winteri Schimp.

Selon Tropicos (19 septembre 2020) (Attention liste brute contenant possiblement des synonymes) :
- Orthotrichum abbreviatum Grönvall
- Orthotrichum acroblepharis Müll. Hal.
- Orthotrichum acuminatum H. Philib.
- Orthotrichum acutifolium Hook. & Grev.
- Orthotrichum aequatoreum Mitt.
- Orthotrichum aetnense De Not.
- Orthotrichum affine Brid.
- Orthotrichum afrofastigiatum Müll. Hal.
- Orthotrichum alpestre Hornsch. ex Bruch & Schimp.
- Orthotrichum amabile Toyama
- Orthotrichum amannii Culm.
- Orthotrichum americanum P. Beauv.
- Orthotrichum anaglyptodon Cardot & Broth.
- Orthotrichum anderssonii Müll. Hal. ex Ångstr.
- Orthotrichum angulosum P. Beauv.
- Orthotrichum angustifolium Hook. f. & Wilson
- Orthotrichum anodon F. Lara, Garilleti & Mazimpaka
- Orthotrichum anomalum Hedw.
- Orthotrichum anomalum × stramineum R. Ruthe
- Orthotrichum antarcticum Cardot
- Orthotrichum apiculatum Hook.
- Orthotrichum appendiculatum Schimp.
- Orthotrichum araucarieti Müll. Hal.
- Orthotrichum arborescens Thér. & Naveau
- Orthotrichum arcangelianum Massari
- Orthotrichum arcticum Schimp.
- Orthotrichum arctum R. Br. bis
- Orthotrichum argentinicum Herzog
- Orthotrichum aristoblepharum Herzog
- Orthotrichum armatum Lewinsky & van Rooy
- Orthotrichum arnellii Grönvall
- Orthotrichum assamicum Griff.
- Orthotrichum assimile Müll. Hal.
- Orthotrichum atratum Mitt.
- Orthotrichum aucklandicum (Vitt) Goffinet
- Orthotrichum aurantiacum Grönvall
- Orthotrichum aurantiorum Müll. Hal.
- Orthotrichum aureum Mart.
- Orthotrichum australe Jur.
- Orthotrichum austrocupulatum Dixon & Sainsbury
- Orthotrichum austropulchellum Müll. Hal.
- Orthotrichum avonense R. Br. bis
- Orthotrichum baldaccii Bott. & Venturi
- Orthotrichum barclayi (Mitt.) Kindb.
- Orthotrichum barthii Sendtn.
- Orthotrichum bartramii R.S. Williams
- Orthotrichum beckettii Müll. Hal.
- Orthotrichum bellum Müll. Hal.
- Orthotrichum benmorense R. Br. bis
- Orthotrichum bequaertii Thér. & Naveau
- Orthotrichum berggrenii E.B. Bartram
- Orthotrichum berthoumiaei Buyss.
- Orthotrichum bicolor Thér.
- Orthotrichum bistratosum (Schiffn.) J. Guerra
- Orthotrichum blyttii Schimp.
- Orthotrichum bolanderi Sull.
- Orthotrichum boreale Grönvall
- Orthotrichum brachytrichum Schimp. ex Lesq. & James
- Orthotrichum brassii E.B. Bartram
- Orthotrichum braunii Bruch & Schimp.
- Orthotrichum breutelii Hampe
- Orthotrichum breve P. Beauv.
- Orthotrichum brevicolle Mitt.
- Orthotrichum brevinerve Lindb.
- Orthotrichum brevirostrum R. Br. bis
- Orthotrichum brevisetum R. Br. bis
- Orthotrichum brigantiacum Culm.
- Orthotrichum brotheri Dusén ex Lewinsky
- Orthotrichum brownianum (Dicks.) Sw.
- Orthotrichum brownii Paris
- Orthotrichum bryoides Griff.
- Orthotrichum bullatum Müll. Hal.
- Orthotrichum caespitosum Herzog
- Orthotrichum calcareum R. Br. bis
- Orthotrichum californicum Venturi
- Orthotrichum callistomoides Broth.
- Orthotrichum callistomum Fisch.-Oost. ex Bruch & Schimp.
- Orthotrichum calvescens (Carrington) Carrington
- Orthotrichum calvum Hook. f. & Wilson
- Orthotrichum cambrense Bosanquet & F. Lara
- Orthotrichum campbelliae Watts & Whitel.
- Orthotrichum canadense Bruch & Schimp.
- Orthotrichum cancellatum Cardot & Thér.
- Orthotrichum canum Mitt.
- Orthotrichum capense O'Shea
- Orthotrichum carinatum (Mitt.) Mitt.
- Orthotrichum carinthiacum Głow.
- Orthotrichum casasianum F. Lara, Garilleti & Mazimpaka
- Orthotrichum caucasicum Venturi
- Orthotrichum chilense Mitt.
- Orthotrichum cirrosum (Hedw.) Hook. & Grev.
- Orthotrichum citrinum Sull. & Lesq. ex Austin
- Orthotrichum clathratum Cardot
- Orthotrichum clavellatum Hook. & Grev.
- Orthotrichum clintonii R. Br. bis
- Orthotrichum coarctatum P. Beauv.
- Orthotrichum columbicum Mitt.
- Orthotrichum commutatum Bruch
- Orthotrichum comosum F. Lara, R. Medina & Garilleti
- Orthotrichum compactum Dusén
- Orthotrichum compositum (Hedw.) Brid.
- Orthotrichum concavifolium Griff.
- Orthotrichum conceptionense Thér.
- Orthotrichum confertum Bruch
- Orthotrichum confusum R. Medina, F. Lara & Garilleti
- Orthotrichum conicorostrum R. Br. bis
- Orthotrichum connectens Kindb.
- Orthotrichum consimile Mitt.
- Orthotrichum consobrinum Cardot
- Orthotrichum coralloides Duby
- Orthotrichum coulteri Mitt.
- Orthotrichum courtoisii Broth. & Paris
- Orthotrichum crassifolium Hook. f. & Wilson
- Orthotrichum crenatoerosum Müll. Hal.
- Orthotrichum crenulatum Mitt.
- Orthotrichum cribrosum Müll. Hal.
- Orthotrichum crispatum (Hedw.) Hook. & Grev.
- Orthotrichum crispifolium Broth.
- Orthotrichum crispulum (Bruch) Hornsch. ex Bruch & Schimp.
- Orthotrichum crispum Hedw.
- Orthotrichum cucullatum F. Lara, R. Medina & Garilleti
- Orthotrichum cupulatum Hoffm. ex Brid.
- Orthotrichum curvatum Brid.
- Orthotrichum curvifolium Wahlenb.
- Orthotrichum cyathiforme R. Br. bis
- Orthotrichum cylindricum Warnst.
- Orthotrichum cylindrocarpum Lesq.
- Orthotrichum cylindrotheca R. Br. bis
- Orthotrichum dagestanicum Fedosov & Ignatova
- Orthotrichum darwinii (Mitt.) Mitt.
- Orthotrichum dasymitrium Lewinsky
- Orthotrichum decurrens Thér.
- Orthotrichum defluens Venturi
- Orthotrichum delavayi (Broth. & Paris) T. Cao
- Orthotrichum densum Lewinsky
- Orthotrichum dentatum Kiebacher & Lüth
- Orthotrichum denticulatum Lewinsky
- Orthotrichum diaphanum Schrad. ex Brid.
- Orthotrichum dilatatum Bruch & Schimp.
- Orthotrichum douglasii Duby
- Orthotrichum drummondii Hook. & Grev.
- Orthotrichum duthiei Venturi
- Orthotrichum ecklonii Hornsch.
- Orthotrichum elegans Schwägr. ex Hook. & Grev.
- Orthotrichum elegantulum Schimp. ex Mitt.
- Orthotrichum elongatum Taylor
- Orthotrichum emersulum Müll. Hal.
- Orthotrichum encalyptaceum Müll. Hal.
- Orthotrichum epapillosum E. Lawton & F.J. Herm.
- Orthotrichum epibryum De Not.
- Orthotrichum epilosum R.S. Williams
- Orthotrichum erectidens Cardot
- Orthotrichum erectum R. Br. bis
- Orthotrichum eremitense (Mitt.) Mitt.
- Orthotrichum erosum Lewinsky
- Orthotrichum erpodiaceum Müll. Hal.
- Orthotrichum erubescens Müll. Hal.
- Orthotrichum erythrostomum Grönvall
- Orthotrichum euryphyllum Venturi
- Orthotrichum exiguum Sull.
- Orthotrichum exsertisetum Müll. Hal.
- Orthotrichum fallax Bruch ex Brid.
- Orthotrichum fasciculare Brid.
- Orthotrichum fasciculatum (Brid.) Brid.
- Orthotrichum fastigiatum Bruch ex Brid.
- Orthotrichum fenestratum Cardot & Thér.
- Orthotrichum ferrugineum Burch. ex Hook. & Grev.
- Orthotrichum fimbriatum P. Beauv.
- Orthotrichum firmum Venturi
- Orthotrichum flaccum De Not.
- Orthotrichum flexifolium R. Br. bis
- Orthotrichum floerkeanum Martins
- Orthotrichum floerkei Hornsch.
- Orthotrichum flowersii Vitt
- Orthotrichum fortunatii Thér.
- Orthotrichum franciscanum F. Lara, R. Medina & Garilleti
- Orthotrichum franzonianum De Not.
- Orthotrichum freyanum Goffinet, W.R. Buck & M.A. Wall
- Orthotrichum fuegianum (Mitt.) Mitt.
- Orthotrichum funckii Brid.
- Orthotrichum furcatum Otnyukova
- Orthotrichum fuscum (Venturi) Venturi
- Orthotrichum galiciae F. Lara, Garilleti & Mazimpaka
- Orthotrichum garrettii Grout & Flowers
- Orthotrichum germanum Mont.
- Orthotrichum gevaliense Grönvall
- Orthotrichum gigantosporum Lewinsky
- Orthotrichum glabellum (Mitt.) Mitt.
- Orthotrichum glaucum Spreng.
- Orthotrichum gracile Hook.
- Orthotrichum gracillimum R. Br. bis
- Orthotrichum graphiomitrium Müll. Hal. ex Beckett
- Orthotrichum griffithii Mitt. ex Dixon
- Orthotrichum groenlandicum Berggr.
- Orthotrichum gymnomitrium (Müll. Hal.) Broth.
- Orthotrichum gymnostomum Bruch ex Brid.
- Orthotrichum hainesiae Austin
- Orthotrichum hallii Sull. & Lesq.
- Orthotrichum handiense F. Lara, Garilleti & Mazimpaka
- Orthotrichum hawaiicum Müll. Hal.
- Orthotrichum hendersonii Renauld & Cardot
- Orthotrichum hercynicum (Hedw.) P. Beauv.
- Orthotrichum herteri Herzog
- Orthotrichum heteromallum Schwägr.
- Orthotrichum heterophyllum P. Beauv.
- Orthotrichum hillebrandii Müll. Hal.
- Orthotrichum hispanicum F. Lara, Garilleti & Mazimpaka
- Orthotrichum holmenii Lewinsky
- Orthotrichum holzingeri Renauld & Cardot
- Orthotrichum hooglandii E.B. Bartram
- Orthotrichum hookeri Wilson ex Mitt.
- Orthotrichum hornschuchii Hook. & Grev.
- Orthotrichum hortense Bosw.
- Orthotrichum hortoniae Vitt
- Orthotrichum hurunui R. Br. bis
- Orthotrichum hutchinsiae Sm.
- Orthotrichum hybridum H. Philib. ex Podp.
- Orthotrichum hyperboreum Fedosov & Ignatova
- Orthotrichum ibericum F. Lara & Mazimpaka
- Orthotrichum ibukiense Toyama
- Orthotrichum idahense Cardot & Thér.
- Orthotrichum immersum Brid.
- Orthotrichum imperfectum Müll. Hal.
- Orthotrichum inaequale R. Br. bis
- Orthotrichum incanum Müll. Hal.
- Orthotrichum inclinatum Müll. Hal.
- Orthotrichum incrassatum Lewinsky
- Orthotrichum incurvifolium Hook. & Grev.
- Orthotrichum incurvomarginatum Lewinsky & van Rooy
- Orthotrichum inflexum Müll. Hal.
- Orthotrichum insidiosum Herzog
- Orthotrichum involutifolium Hook. & Grev.
- Orthotrichum iwatsukii Ignatov
- Orthotrichum jamesianum Sull.
- Orthotrichum jamesonii Arn.
- Orthotrichum japonicum Sull. & Lesq.
- Orthotrichum jetteae B.H. Allen
- Orthotrichum johnstonii E.B. Bartram
- Orthotrichum juranum (Meyl.) G. Roth
- Orthotrichum karoo F. Lara, Garilleti & Mazimpaka
- Orthotrichum kaurinii Grönvall
- Orthotrichum keeverae H.A. Crum & L.E. Anderson
- Orthotrichum kellmanii D.H. Norris, Shevock & Goffinet
- Orthotrichum killiasii Müll. Hal.
- Orthotrichum kingianum Lesq.
- Orthotrichum laetevirens (Limpr.) K. Krieg.
- Orthotrichum laevigatum J.E. Zetterst.
- Orthotrichum lancifolium R. Br. bis
- Orthotrichum lateciliatum Venturi
- Orthotrichum laterale Hampe
- Orthotrichum latifolium Grönvall
- Orthotrichum latimarginatum Lewinsky
- Orthotrichum latorum R. Br. bis
- Orthotrichum lawrencei Mitt.
- Orthotrichum laxifolium Wilson ex Mitt.
- Orthotrichum laxum Lewinsky
- Orthotrichum leblebicii Erdağ, Kürschner & Parolly
- Orthotrichum lebrunii Besch.
- Orthotrichum leikipiae Müll. Hal.
- Orthotrichum leiodon Kindb.
- Orthotrichum leiolecythis Müll. Hal.
- Orthotrichum leiothecium Müll. Hal.
- Orthotrichum leptocarpum Bruch & Schimp. ex Müll. Hal.
- Orthotrichum lescurii Austin
- Orthotrichum letourneuxii Besch.
- Orthotrichum leucomitrium Bruch ex Brid.
- Orthotrichum lewinskyae F. Lara, Garilleti & Mazimpaka
- Orthotrichum ligulatum Müll. Hal.
- Orthotrichum liliputanum Broth.
- Orthotrichum limprichtii I. Hagen
- Orthotrichum lobbianum (Mitt.) Mitt.
- Orthotrichum lonchothecium Müll. Hal. & Kindb.
- Orthotrichum longifolium Hook.
- Orthotrichum longipes Hook.
- Orthotrichum longirostre Hook.
- Orthotrichum longitheca R. Br. bis
- Orthotrichum lorentzii Müll. Hal.
- Orthotrichum lozanoi Cardot
- Orthotrichum ludificans Lewinsky
- Orthotrichum ludwigii Brid.
- Orthotrichum luteolum Hook. f. & Wilson
- Orthotrichum luteum Hook. f. & Wilson
- Orthotrichum lyellii Hook. & Taylor
- Orthotrichum lyellioides Kindb.
- Orthotrichum macfaddeniae R.S. Williams
- Orthotrichum macleai Rehmann ex Sim
- Orthotrichum macleanum J. Shaw
- Orthotrichum macloskii Dusén
- Orthotrichum macounii Austin
- Orthotrichum macroblepharum Schimp.
- Orthotrichum macrocalycinum (Mitt.) Mitt.
- Orthotrichum macrocephalum F. Lara, Garilleti & Mazimpaka
- Orthotrichum macrosporum Müll. Hal.
- Orthotrichum magellanicum Mont.
- Orthotrichum magnotheca R. Br. bis
- Orthotrichum malacophyllum Cardot
- Orthotrichum malacothecium Müll. Hal.
- Orthotrichum mandonii Schimp. ex Hampe
- Orthotrichum marginatum Ångstr.
- Orthotrichum maritimum (Müll. Hal. & Kindb.) Kindb.
- Orthotrichum mazimpakanum Garilleti & F. Lara
- Orthotrichum megalosporum (Venturi) Kindb.
- Orthotrichum meyenianum Hampe
- Orthotrichum microblepharum Schimp.
- Orthotrichum microcarpum De Not.
- Orthotrichum microphyllum Hook. & Grev.
- Orthotrichum microsporum Müll. Hal.
- Orthotrichum microstomum Hook. & Grev.
- Orthotrichum minimifolium R. Br. bis
- Orthotrichum minutum R. Br. bis
- Orthotrichum mirum Lewinsky
- Orthotrichum mitigatum I. Hagen
- Orthotrichum mollissimum Müll. Hal.
- Orthotrichum moorcroftii Hook. & Grev.
- Orthotrichum moravicum Plášek & Sawicki
- Orthotrichum mucronifolium Hook. & Grev.
- Orthotrichum neglectum Opiz
- Orthotrichum nepalense Hook. & Grev.
- Orthotrichum nicholsonii (Culm.) Culm.
- Orthotrichum nigritum Bruch & Schimp.
- Orthotrichum nipponense Nog.
- Orthotrichum nivale Spruce
- Orthotrichum norrisii F. Lara, R. Medina & Garilleti
- Orthotrichum notabile Lewinsky
- Orthotrichum nudum Dicks.
- Orthotrichum nutans Müll. Hal.
- Orthotrichum oamarense R. Br. bis
- Orthotrichum oamaruanum R. Br. bis
- Orthotrichum obesum R. Br. bis
- Orthotrichum obliquum R. Br. bis
- Orthotrichum obscurum Grönvall
- Orthotrichum obtusatum R. Br. bis
- Orthotrichum obtusifolium Brid.
- Orthotrichum obtusiusculum (Müll. Hal. & Kindb.) Kindb.
- Orthotrichum occidentale James
- Orthotrichum octoblepharis Brid.
- Orthotrichum ohioense Sull. & Lesq.
- Orthotrichum oreophilum Lewinsky & van Rooy
- Orthotrichum ornatum R. Br. bis
- Orthotrichum otiraense R. Br. bis
- Orthotrichum pallens Bruch ex Brid.
- Orthotrichum pallidum P. Beauv.
- Orthotrichum pamiricum Plášek & Sawicki
- Orthotrichum papillosum Hampe
- Orthotrichum paradoxum Grönvall
- Orthotrichum paraguense Besch.
- Orthotrichum pariatum Mitt.
- Orthotrichum parvitheca R. Br. bis
- Orthotrichum parvulum Mitt.
- Orthotrichum parvum Herzog
- Orthotrichum patens Bruch ex Brid.
- Orthotrichum patulum Mitt.
- Orthotrichum peckii Sull. & Lesq.
- Orthotrichum pellucidum Lindb.
- Orthotrichum penicillatum Mitt.
- Orthotrichum perexiguum Dusén ex Lewinsky
- Orthotrichum perforatum Müll. Hal.
- Orthotrichum perichaetiale Hook. & Grev.
- Orthotrichum persimile F. Lara, R. Medina & Garilleti
- Orthotrichum philibertii Venturi
- Orthotrichum phyllanthoides Müll. Hal.
- Orthotrichum phyllanthum (Brid.) Steud.
- Orthotrichum piliferum (Schwägr.) Arn.
- Orthotrichum pilosissimum R. Medina, F. Lara & Garilleti
- Orthotrichum platyblepharis Müll. Hal.
- Orthotrichum plicatum P. Beauv.
- Orthotrichum plurisetum Dixon ex Piovano & Tosco
- Orthotrichum podocarpi Müll. Hal.
- Orthotrichum polare Lindb.
- Orthotrichum polytrichoides (Hedw.) Brid.
- Orthotrichum porteri Sull. & Lesq.
- Orthotrichum praemorsum Venturi
- Orthotrichum praenubilum Stirt.
- Orthotrichum praeperistomatum Venturi
- Orthotrichum praeruptorum Herzog
- Orthotrichum prasinellum Stirt.
- Orthotrichum pringlei Müll. Hal.
- Orthotrichum prorepens Hook.
- Orthotrichum pseudopumilum Venturi
- Orthotrichum pseudostramineum Dism.
- Orthotrichum pseudotenellum Hampe ex Müll. Hal.
- Orthotrichum psilocarpum James
- Orthotrichum psilothecium Müll. Hal. & Kindb.
- Orthotrichum psychrophilum Mont.
- Orthotrichum puiggarii Duby
- Orthotrichum pulchellum Brunt.
- Orthotrichum pulchrum Lewinsky
- Orthotrichum pulvinatum R. Br. bis
- Orthotrichum pumilum Sw.
- Orthotrichum punctatum Hook. & Grev.
- Orthotrichum pungens Mitt.
- Orthotrichum pusillum Mitt.
- Orthotrichum pycnophyllum Schimp.
- Orthotrichum pygmaeothecium Müll. Hal.
- Orthotrichum pylaisii Brid.
- Orthotrichum pyriforme Opiz
- Orthotrichum quenoae Müll. Hal.
- Orthotrichum radiculosum Brid.
- Orthotrichum raui Austin
- Orthotrichum recurvans Schimp.
- Orthotrichum recurvifolium Hook. & Grev.
- Orthotrichum reflexum R. Br. bis
- Orthotrichum rehmannii (Jur.) Kindb.
- Orthotrichum revolutum Müll. Hal.
- Orthotrichum rhabdophorum Venturi
- Orthotrichum rhytiore B.H. Allen
- Orthotrichum rivulare Turner
- Orthotrichum robustum R. Br. bis
- Orthotrichum roellii Venturi
- Orthotrichum rogeri Brid.
- Orthotrichum rubescens Mitt.
- Orthotrichum rudolphii Lehm.
- Orthotrichum rufescens Hampe
- Orthotrichum rufulum Mitt.
- Orthotrichum rugifolium Hook.
- Orthotrichum rupestre Schleich. ex Schwägr.
- Orthotrichum rupestriforme Venturi
- Orthotrichum rupicola Müll. Hal.
- Orthotrichum rupincola Funck
- Orthotrichum sainsburyi Allison
- Orthotrichum sardagnanum Venturi
- Orthotrichum scaberrimum Broth.
- Orthotrichum scabridum (Kindb.) Kindb.
- Orthotrichum scanicum Grönvall
- Orthotrichum schimperi Hammar
- Orthotrichum schlotthaueri Venturi
- Orthotrichum schmidii Müll. Hal.
- Orthotrichum schnyderi Müll. Hal.
- Orthotrichum schoddei Lewinsky
- Orthotrichum schofieldii (B.C. Tan & Y. Jia) B.H. Allen
- Orthotrichum schubartianum Lorentz
- Orthotrichum scopulorum Lindb.
- Orthotrichum sehlmeyeri Bruch ex Brid.
- Orthotrichum sehnemii E.B. Bartram
- Orthotrichum serpens Burch. ex Hook. & Grev.
- Orthotrichum serrifolium Müll. Hal.
- Orthotrichum sharpii H. Rob.
- Orthotrichum shawii Wilson
- Orthotrichum shevockii Lewinsky & D.H. Norris
- Orthotrichum sibiricum (Grönvall ex Lindb. & Arnell) Warnst.
- Orthotrichum sikkimense Herzog
- Orthotrichum simonyi Schlüsslmayr
- Orthotrichum sinuosum Lewinsky
- Orthotrichum smithii (Dicks. ex Hedw.) Brid.
- Orthotrichum sommerfeltii Schimp.
- Orthotrichum sordidulum Müll. Hal.
- Orthotrichum sordidum Sull. & Lesq.
- Orthotrichum sourekii Pilous
- Orthotrichum spanotrichum Lewinsky
- Orthotrichum speciosum Nees
- Orthotrichum speciosum × elegans Papp
- Orthotrichum spiculatum F. Lara, Garilleti & Mazimpaka
- Orthotrichum spjutii D.H. Norris & Vitt
- Orthotrichum splachnoides Froel. ex Brid.
- Orthotrichum sprucei Mont.
- Orthotrichum squarrosum (Brid.) Hook. & Grev.
- Orthotrichum steerei Lewinsky
- Orthotrichum stellatum Brid.
- Orthotrichum stellulatum (Hornsch.) Hook. & Grev.
- Orthotrichum stenocarpum Brid.
- Orthotrichum stevenii Müll. Hal.
- Orthotrichum stramineum Hornsch. ex Brid.
- Orthotrichum stramineum × anomalum R. Ruthe
- Orthotrichum strangulatum P. Beauv.
- Orthotrichum striatum Hedw.
- Orthotrichum strictissimum Molendo
- Orthotrichum strictum Brid.
- Orthotrichum sturmii Hoppe & Hornsch.
- Orthotrichum subalpinum Limpr.
- Orthotrichum subexsertum Schimp. ex Müll. Hal.
- Orthotrichum subleiolecythis Paris
- Orthotrichum submarginatum Brid.
- Orthotrichum subperforatum Müll. Hal.
- Orthotrichum subpumilum E.B. Bartram ex Lewinsky
- Orthotrichum subrepens Sommerf.
- Orthotrichum subrupestre Thér.
- Orthotrichum subtortum Hook. & Grev.
- Orthotrichum subulatum Mitt.
- Orthotrichum sulcatum (Hook.) Hook. & Grev.
- Orthotrichum sullivanii Müll. Hal.
- Orthotrichum swainsonii Hook.
- Orthotrichum szuchuanicum P.C. Chen
- Orthotrichum tacacomense R.S. Williams
- Orthotrichum taiwanense Lewinsky
- Orthotrichum takakii Sakurai
- Orthotrichum tanganyikae (P. de la Varde) Qing H. Wang & Y. Jia
- Orthotrichum tasmanicum Hook. f. & Wilson
- Orthotrichum tenellum Bruch ex Brid.
- Orthotrichum tenue Hook. & Grev.
- Orthotrichum tenuicaule Lewinsky
- Orthotrichum teremakauense Paris
- Orthotrichum texanum Sull.
- Orthotrichum ticinense De Not.
- Orthotrichum tomentosum Głow.
- Orthotrichum torquatum (Sw. ex Hedw.) Arn.
- Orthotrichum tortidontium F. Lara, Garilleti & Mazimpaka
- Orthotrichum tortifolium Lewinsky
- Orthotrichum tortile Bruch
- Orthotrichum tortulosum R. Br. bis
- Orthotrichum trachymitrium Mitt.
- Orthotrichum transvaaliense Rehmann ex Sim
- Orthotrichum tristriatum Lewinsky
- Orthotrichum truncatodentatum Müll. Hal.
- Orthotrichum truncatum Lewinsky & Deguchi
- Orthotrichum tuberculatum Mitt.
- Orthotrichum ulmicola Lag., D. García & Clemente
- Orthotrichum ulotiforme Renauld & Cardot
- Orthotrichum ulotoides Herzog
- Orthotrichum umbonatum Plaubel ex Brid.
- Orthotrichum uncinatum (Brid.) Arn.
- Orthotrichum underwoodii F. Lara, Garilleti & Mazimpaka
- Orthotrichum undulatifolium Müll. Hal.
- Orthotrichum undulatum Hook. & Grev.
- Orthotrichum urceolatum Hook.
- Orthotrichum urnaceum Müll. Hal.
- Orthotrichum urnigerum Myrin
- Orthotrichum utahense Sull. ex Lesq.
- Orthotrichum valesiacum H. Philib. & J.J. Amann
- Orthotrichum ventricosum Nees
- Orthotrichum venturii De Not.
- Orthotrichum venustum Venturi
- Orthotrichum vermiferum Lewinsky
- Orthotrichum verrucatum Müll. Hal.
- Orthotrichum verrucosum Müll. Hal.
- Orthotrichum vexabile (Limpr.) K. Krieg.
- Orthotrichum vicarium Laz.
- Orthotrichum virens Venturi
- Orthotrichum vittatum (Mitt.) Mitt.
- Orthotrichum vittii F. Lara, Garilleti & Mazimpaka
- Orthotrichum vladikavkanum Venturi
- Orthotrichum wagneri Lorentz
- Orthotrichum wallisii Müll. Hal.
- Orthotrichum watsonii James
- Orthotrichum whiteleggei Müll. Hal.
- Orthotrichum winteri Schimp.